# مقتل أبريل جونس
كانت أبريل سو-لين جونس (4 إبريل 2007 - 1 أكتوبر 2012) ضحية لجريمة قتل بمدينة ويلز بالمملكة المتحدة. اختفت أبريل القاطنه بمقاطعة باويس مدينة ويلز التي بلغت الخامسة من عمرها في 1 أكتوبر 2012 بعدما رأها البعض تعتلي سيارة قريبا من منزلها طوعًا. وقد حظي اختفاء أبريل علي اهتمام كبير من الصحافة محليًا وعالميًا. تم القبض لاحقًا علي رجل بالسادسة والأربعون من عُمره واُتهِم بخطف وقتل أبريل بالإضافة إلي تضليله لسير العدالة. ثم حُكم عليه بالسجن مدي الحياة بأمر من قاضي المحكمة بعدم اطلاق سراحه مدي الحياة.